# Daedalus (mythologie)

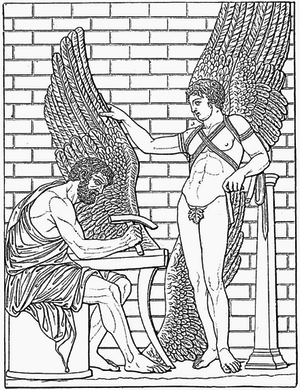
Daedalus en Icarus

Daedalus (Latijn) of Daidalos (Grieks: Δαίδαλος), zoon van Eupalamus en Alcippe, is een bekende figuur in de Griekse mythologie, bekend als uitvinder, beeldhouwer en architect. Het bekendste verhaal over hem gaat over het labyrint op Kreta en de vlucht met zijn zoon Ikaros.

## Daedalus en Perdix
Volgens de Atheners woonde Daedalus eerst in hun stad.
Daedalus was volgens de mythen over hem een hoog gewaardeerde architect en de schepper van levensechte beelden. Ook werden verschillende uitvindingen aan hem toegeschreven, zoals de bijl en het zeil. Hij werd gezien als de grootste schepper van zijn tijd.
Een van zijn leerlingen, zijn eigen neef, was echter in staat hem te overtreffen. Die neef – of diens moeder, de zus van Daedalus – heette Perdix; het Griekse woord πέρδιξ (perdix) betekent patrijs en werd eeuwen later ook gekozen als wetenschappelijke naam van de patrijs.
De leerling ontwierp namelijk de passer en bij het bestuderen van een vis met een stekelige rug kwam hij op het idee van de zaag. Uit jaloezie duwde Daedalus Perdix van de Akropolis van Athene, maar de godin Pallas Athena, beschermster van wijsheid, redde de vallende Perdix door hem te veranderen in een patrijs, een vogelsoort die niet hoog, maar laag vliegt, uit angst vanwege zijn vroegere val.
Ondanks die redding werd Daedalus door zijn stadgenoten beschuldigd van moord. Hij ontvluchtte hierop de stad Athene en toog naar Kreta.

## Daedalus op Kreta

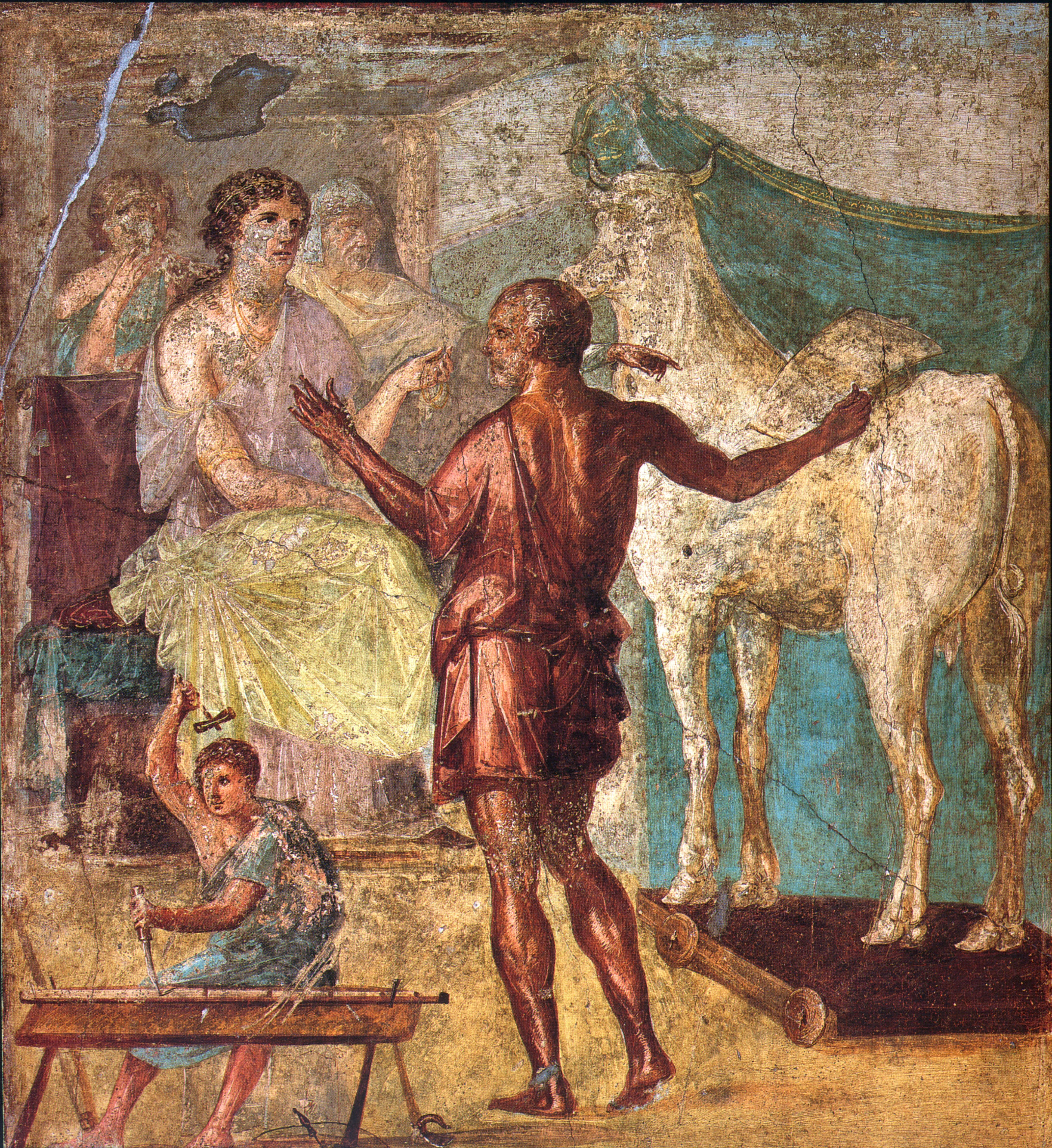
Daedalus, Pasiphaë en de houten koe (1e eeuw n.Chr.)

Op Kreta kwam Daedalus in dienst van koning Minos. Hij ontwierp er een danspodium voor Minos’ dochter Ariadne.
De ijdele Minos tartte de goden: hij verruilde een witte, heilige stier, die hij van Poseidon gekregen had om aan die god te offeren, voor een grijs exemplaar. De god strafte Minos door diens vrouw, koningin Pasiphaë, met zinsverbijstering te slaan. In verliefde waanzin wenste ze gemeenschap met die stier te beleven. Daedalus was verantwoordelijk voor de houten koe die gemeenschap van de koningin met de stier mogelijk maakte. Het monsterlijke resultaat van die paring was de Minotaurus. Daedalus kreeg vervolgens van de koning de opdracht om het Labyrint van Knossos te ontwerpen, waar het monster gevangen gehouden werd.

## Daedalus en Icarus
Het verhaal van Daedalus en zijn zoon Ikaros, die hij bij Naucrate had verwekt, wordt onder meer beschreven in de Metamorfosen van Ovidius.
Na de bouw van het labyrint kwamen hij en Ikaros vast te zitten op Kreta omdat Minos hen niet wilde laten vertrekken, vanwege het feit dat hij het geheim van het labyrint van Knossos kende. Omdat Kreta een eiland is en de havens bewaakt werden, was ontsnappen erg moeilijk.

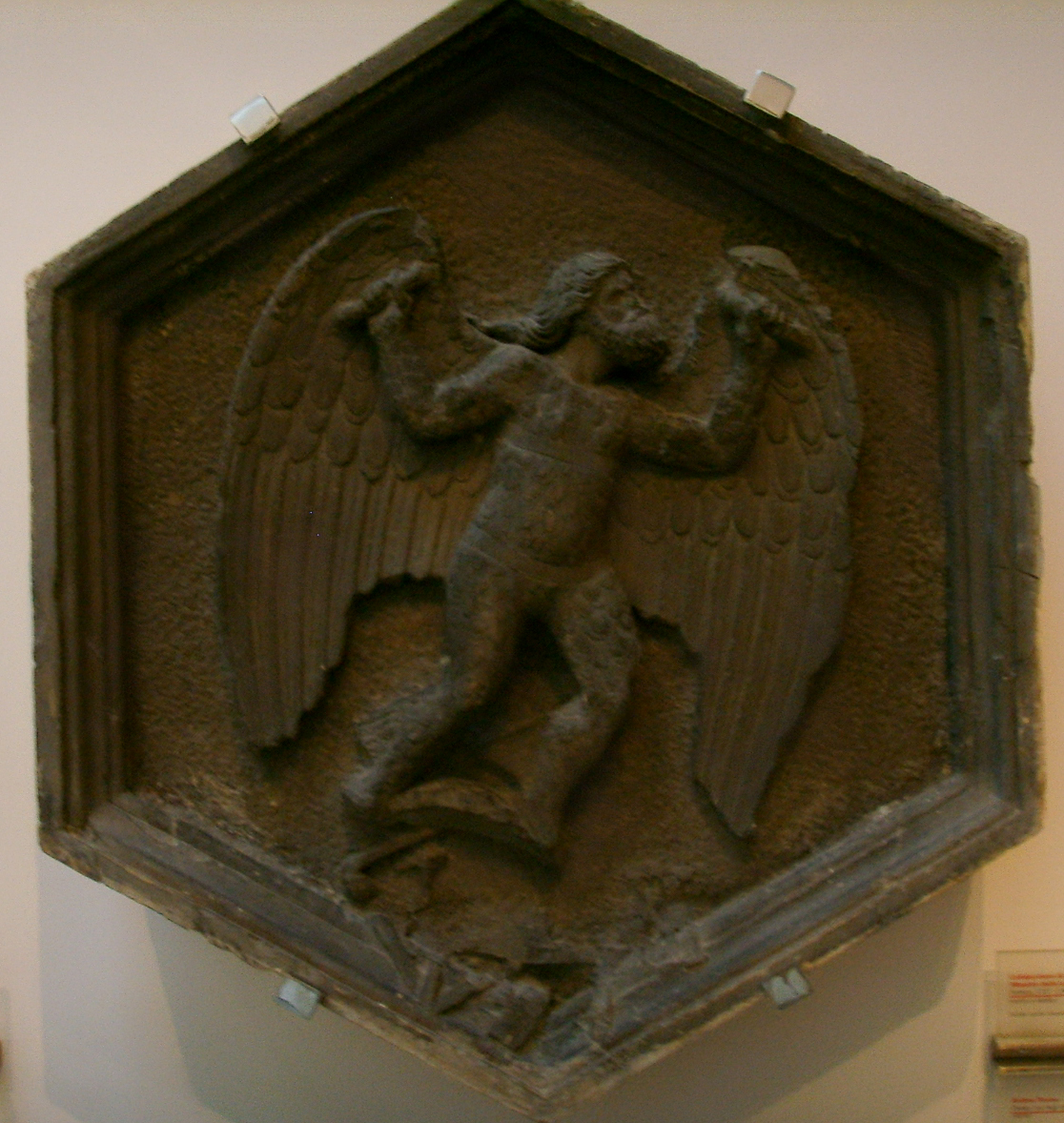
Daedalus (1334 - 1336)

Ontsnapping was alleen mogelijk via de lucht. Daedalus maakte daarom twee paar enorme vogelvleugels van veren, die hij met bijenwas aan houten geraamtes bevestigde. Samen met zijn onbezonnen zoon Icarus waagde hij hierop de oversteek van Kreta naar Athene over de Egeïsche Zee. Hij gaf zijn zoon de raad niet te hoog te vliegen, dat wil zeggen niet te dicht bij de zon. Te laag vliegen mocht ook niet, aangezien het water anders de veren nat zou maken. Hij moest de Gulden middenweg of de Aurea Mediocritas afleggen.
Ikaros luisterde echter niet naar de adviezen van zijn vader. Hij werd overmoedig en vloog steeds hoger. Door de warmte van de zon ging de bijenwas smelten en vielen de vleugels uiteen, waarop Icarus in de zee stortte. Daedalus zag zijn zoon in de golven verdwijnen. Intussen zagen een herder, een visser en een boer die op afstand meekeken Daedalus en Icarus aan voor goden, omdat alleen goden de hemel konden doorvliegen.
De bedroefde Daedalus begroef zijn zoon nadat hij hem had teruggevonden op een nabijgelegen eiland, volgens de traditie het eiland Ikaria. Het gedeelte van de zee waar Ikaros in terechtgekomen was (tussen de Cycladen en Klein-Azië), is naar hem vernoemd: de Icarische Zee.